# Camber Sands
Camber Sands es una playa en la localidad inglesa de Camber, perteneciente al condado de East Sussex. Se sitúa cerca de Rye, municipio del mismo condado. Es el único sistema de dunas de arena en East Sussex. Está al este del estuario del río Rother en la bahía de Rye que se extiende más allá de la frontera de Kent.

## Dunas
Una gran sección del extremo oeste de las dunas se encuentra dentro del Sitio de Especial Interés Científico de Camber Sands y de las salinas de Rye, mientras que el resto está designado como Lugar de Conservación de la Naturaleza. Las dunas son cada vez más grandes por acreción. Las dunas son gestionadas para evitar problemas con la arena arrastrada por el viento. Las compañías Pontins y Park Resorts operan en este enclave instalaciones turísticas.